# Lånestaheden
Lånestaheden este o arie protejată (arie specială de conservare — SAC, sit de importanță comunitară — SCI) din Suedia întinsă pe o suprafață de 6,5 ha, integral pe uscat.

## Localizare
Centrul sitului Lånestaheden este situat la coordonatele 58°57′06″N 17°29′27″E / 58.9518°N 17.4909°E.

## Înființare
Situl Lånestaheden a fost declarat sit de importanță comunitară în decembrie 1998 pentru a proteja 1 specie de animale. Situl a fost protejat și ca arie specială de conservare în martie 2011.

## Biodiversitate
Situată în ecoregiunea boreală, aria protejată conține 2 habitate naturale: Pajiști fino-scandinave uscate până la mezice, bogate în specii de altitudine mică, Lespezi calcaroase.
La baza desemnării sitului se află o specie protejată de  nevertebrate: Vertigo angustior.